# 完工墓地
完工墓地是一处位于内蒙古自治区呼伦贝尔市陈巴尔虎旗呼和诺尔镇完工嘎查完工站以南的古代墓地群，大约在西汉晚期。
1961年和1963年进行了考古发掘。出土许多具有匈奴风格的陶罐、弓弥、箭镞、服饰等物品。与扎赉诺尔墓群相距40公里，出土文物有相似之处。研究者认为该墓葬群“含有汉书二期文化和西汉匈奴文化两种成分，以汉书二期文化为主体，年代在西汉中晚期:79”。